# No Vacancy (band)
No Vacancy is een band die werd opgericht in de Verenigde Staten, als belangrijk verhaalonderdeel in de film School of Rock (2003). 

## School of Rock
In School of Rock wordt rock-gitarist Dewey Finn (Jack Black) uit No Vacancy gezet vanwege zijn ongewone gedrag op het podium. Finn besluit een ander baantje te zoeken en wordt uiteindelijk langdurig invaller op een school. Hij is niet weggelegd voor het opvoeden van kinderen en is dan ook weinig geïnteresseerd in zijn leerlingen (allen ongeveer 10 jaar oud), tot het moment dat hij ze een stuk uit het klassieke "Concierto de Aranjuez" van Joaquín Rodrigo ziet spelen tijdens één van hun muzieklessen. Finn besluit de kinderen om te vormen tot echte rockartiesten. In alle heimelijkheid krijgen de tieners lessen in rockhistorie, -theorie en -praktijk. Op een gegeven moment meldt Dewey Finn zijn klas aan voor de Battle of the Bands, een rockwedstrijd. Daar neemt de klas het op tegen No Vacancy, Finns voormalige band. No Vacancy wint uiteindelijk de wedstrijd, maar Finns nieuwe band krijgt de steun van het publiek waardoor deze een toegift mag komen geven.

## Muziek
Hoewel No Vacancy eigenlijk niet als band heeft bestaan, is hun nummer 'Heal me, I'm Heartsick redelijk populair geworden in de wereld van de indie-rockmuziek. Dat nummer werd geschreven door Craig Wedren en geproduceerd door George Drakoulias. Ook het nummer "Fight", geschreven door Warren Fitzgerald en Mike White werd in School of Rock ten gehore gebracht. Dit nummer bracht muzikaal echter minder teweeg.
De muziek van No Vacancy is geïnspireerd op die van bands als Led Zeppelin, AC/DC, Black Sabbath en dergelijke hardrock-groepen.

## Discografie
- School of Rock (soundtrack-album)